# Józef Ciosański
Józef Nikodem Ciosański (ur. 14 września 1896 w Poznaniu, zm. wiosną 1940 w Katyniu) – major uzbrojenia inżynier Wojska Polskiego, ofiara zbrodni katyńskiej.

## Życiorys
Urodził się w rodzinie Józefa i Marii z Kosmowskich. Był starszym bratem Bronisława (ur. 10 sierpnia 1901), kapitana piechoty, który także został zamordowany w Katyniu. 
Józef był działaczem niepodległościowym, uczestnik powstania wielkopolskiego jako dowódca batalionu i wojny 1920, dwukrotnie ciężko ranny. 
W okresie międzywojennym pozostał w wojsku. Od 1921 komendant Składnicy Uzbrojenia nr 2 w Dęblinie-Stawach. W 1923 w stopniu porucznika (starszeństwo z dniem 19 czerwca 1919 i 12 lokatą w korpusie oficerów uzbrojenia) był w kadrze Okręgowego Zakładu Uzbrojenia nr VII. W 1924 był w stopniu kapitana (starszeństwo z dniem 1 lipca 1923 i 12 lokatą w korpusie oficerów uzbrojenia). Od 1930 także wykładowca i kierownik kursów dla oficerów i zbrojmistrzów w Szkole Zbrojmistrzów w Warszawie. 27 czerwca 1935 roku został mianowany majorem ze starszeństwem z 1 stycznia 1935 i 5. lokatą w korpusie oficerów uzbrojenia. W 1939 był dowódcą kompanii szkolnej pirotechników i wykładowcą w Szkole Uzbrojenia w Warszawie.
W czasie kampanii wrześniowej 1939, po agresji ZSRR na Polskę, w nieznanych okolicznościach wzięty do niewoli przez Sowietów i osadzony w obozie jenieckim w Kozielsku. Między 7 a 9 kwietnia 1940 przekazany do dyspozycji naczelnika smoleńskiego obwodu NKWD, lista wywózkowa 017/2 z 5 kwietnia 1940 poz. 59, nr akt 2566. Został zamordowany między 9 a 11 kwietnia 1940 przez funkcjonariuszy NKWD w lesie katyńskim i pogrzebany w bezimiennej mogile zbiorowej, gdzie od 28 lipca 2000 mieści się oficjalnie Polski Cmentarz Wojenny w Katyniu. W miejscu tym prowadzone były ekshumacje i prace archeologiczne, jednak w 1943 podczas ekshumacji prowadzonej przez Niemców nie został zidentyfikowany. Odnaleziono natomiast ciało jego brata Bronisława Ciosańskiego (dosł. określony jako Ciosanski Bronislaw pod numerem 1645). 
Józef Ciosański był żonaty. Miał syna Bolesława i córkę Wandę.

## Ordery i odznaczenia
- Krzyż Niepodległości (20 lipca 1932)[17]
- Krzyż Walecznych [1]
- Złoty Krzyż Zasługi (18 lutego 1939)[18]

## Upamiętnienie
5 października 2007 minister obrony narodowej Aleksander Szczygło mianował go pośmiertnie na stopień podpułkownika. Awans został ogłoszony 9 listopada 2007 w Warszawie, w trakcie uroczystości „Katyń Pamiętamy – Uczcijmy Pamięć Bohaterów”.
Uhonorowany Dębem Pamięci i tablicą pamiątkową na terenie Zespołu Szkół Ponadgimnazjalnych w Jędrzejowie.